# Doctor of Education
Doctor of Education、Ed.D. は、主に米国の教育系大学院で授与される博士レベルの学位のことである。米国教育省の全国教育統計センター（National Center for Educational Statistics）の用語集や、米国人事管理局の教育レベルの定義において、Ph.D.（Doctor of Philosophy (Ph.D.) in any field）、S.J.D.（Doctor of Juridical Science）、Dr.P.H.（Doctor of Public Health）などと並ぶ、博士学位の一つとして位置づけられている。
Ed.D.の学位は1920年代に米国ハーバード大学で初めて設けられた。当時、Ph.D.の学位は高度な学術研究や独創的な研究に対するもの、Ed.D.の学位は高度な学術研究と応用研究に対するものとされ、学位名称は区別されるものの、高度な学術研究を要求する面では重複する位置づけも持つものであった。
Ed.Dは学校教員（特に管理職）に対する職業学位としての側面を持つが、日本における専門職学位（修士レベル）とは異なり、上述のとおり博士レベルの学位である。学位制度は各国で異なるが、中央教育審議会答申の付属資料では、アメリカ合衆国における大学院レベルの学位を「Doctor（博士）」「Master（修士）」「First-Professional Degree（第一職業専門学位）」の3つに区分し、Doctor（博士）レベルの学問的学位としてPh.Dを、職業学位としてEd.D、D.B.A.、D.Engを列挙している。
なお、「doctor」と冠する職業学位としては、法曹養成のロー・スクール（日本では法科大学院が相当）で授与されるJ.D.（日本では法務博士（専門職）に相当)、医師養成の専門職大学院であるメディカル・スクールが授与するM.D. (Doctor of Medicine) が挙げられるが、これらは、上述の中央教育審議会答申の付属資料では「First-Professional Degree（第一職業専門学位）」に属するものとして整理されている。

## アメリカ合衆国
Ed.D. は「教育リーダーシッププログラム」などの課程を置く大学院で授与される。またM.Ed.の学位は主に学生カウンセリング、初等・中等学校長プログラム、教員研修プログラムでそれぞれ授与される。
調査や研究に基づく論理的な研究指向を持つPh.D.プログラムとは異なり、Ed.D.養成のためのプログラムでは情報学・学校経営・文化人類学・社会学・都市計画などの諸分野において、より実践的な方法による方法論の修得が目指されている。
学生に対して幅広い知見により教育を行うことのできる教員の思考能力を確保するため、Ed.D.の授与を受けるプログラム、すなわち教育リーダーシッププログラムでは議論・実践・文書作成能力などの技能向上に重点が置かれる。
アメリカ合衆国における教育リーダーシッププログラムの標準修業年限は3年であり、1年次の学生は調査手法の習得・基礎教育・学校経営・教育実践の法制面的な学修・学校教育制度への理解などを究めることとされる。2年次の学生は生徒の発達に関する学習・評価方法・分析手法・統計データの取り扱いに関する知識の習得・ケーススタディによる分析の実践などを実施する。3年次の学生は自身が選んだプロジェクト課題に取り組むことになる。
Ed.D. の授与は3年目に専攻したプロジェクト課題につき、口頭試問により学修成果の審査を行い、審査に合格した後に博士論文を提出することで学生に対して行われる。

## 日本
日本では、学位規則上、教職大学院につながる教員養成の専門学位としての博士の学位が存在しない。
平成24年8月の中央教育審議会答申において、教職課程担当教員の養成の在り方として、今後、教科と教職を架橋する新たな領域や学習科学の分野など学校現場での実践につながる研究を深め、必要とされる大学教員を養成する体制整備の推進方策について検討が必要であること、その際、米国の教育大学院（スクール・オブ・エデュケーション）において行われている、学校管理者や行政担当者を対象としたEd.D（博士レベル）を授与するコースについても参考としつつ、実務家教員志望者の学修の場としての役割も含め、検討が必要であることが述べられている。
また、平成29年8月の国立教員養成大学・学部、大学院、附属学校の改革に関する有識者会議報告書において、我が国では、Ed.D.についての統一的な定義や共通認識がなく、現時点では具体的に制度改正を検討できる段階には至っていないことを踏まえ、現在の「博士（教育学）」の学位との相違、学位規則上規定されていない新たな学位を設けることの必要性等が述べられている。
広島大学大学院教育学研究科博士後期課程人間科学専攻が、教職課程担当教員養成プログラムとしてEd.D.プログラムを設けており、同研究科で授与する、博士（教育学）の学位をEd.D.学位として位置づけている。
北海道教育大学大学院教育学研究科、大阪教育大学学大学院学校教育学研究科、福岡教育大学大学院教育学研究科が、共同教育課程制度を活用して設置した共同学校教育専攻（後期3年のみの博士課程）では、臨床的な研究力と教員養成の学識を兼ね備えた教員養成担当大学教員の養成を行っている（学位は博士（教育学））。